# Departamento de Quitilipi
Departamento de Quitilipi är en kommun i Argentina.   Den ligger i provinsen Chaco, i den norra delen av landet, 900 km norr om huvudstaden Buenos Aires. Antalet invånare är 32 083.
Omgivningarna runt Departamento de Quitilipi är huvudsakligen savann. Runt Departamento de Quitilipi är det glesbefolkat, med 19 invånare per kvadratkilometer.